# Sébastien Weger
Pour les articles homonymes, voir Weger.
Sébastien Weger ou Sebastian Weger (1759-1832), également connu sous le nom de Weger-Bäschi, est un personnage du folklore populaire haut-valaisan réputé pour sa force surhumaine. Muletier, il est au centre de multiples légendes et haut-faits liés à celle-ci.
La plus connue rapporte qu'il aurait porté un mulet ainsi que sa charge par-dessus un arbre qui leur barrait la route. Une statue commémore l'évènement devant sa maison de Geschinen.
Historiquement, il est l'instigateur de l'insurrection du 1er mai 1798 du Haut-Valais contre la République helvétique.